# Giampiero Murer
Giampiero Murer (Milano, 11 marzo 1897 – Milano, 27 novembre 1957) è stato un calciatore italiano, di ruolo attaccante.

## Carriera
Dopo aver giocato con l'Associazione Milanese Calcio in Promozione (seconda serie dell'epoca) e la A.C. Libertas di Milano in massima serie, nel 1921 passa al Milan, della cui rosa fa parte nella stagione 1921-1922, giocata nella Prima Divisione CCI. Murer esordisce con la squadra del capoluogo lombardo il 23 ottobre 1921 in Livorno-Milan (3-2), e nel corso della stagione gioca complessivamente 15 partite senza mai segnare. A fine stagione smette di giocare. Riposa nella tomba familiare al Cimitero Monumentale.